# 串本町消防本部
串本町消防本部（くしもとちょうしょうぼうほんぶ）は、和歌山県東牟婁郡串本町の消防部局（消防本部）。管轄区域は串本町と古座川町の全域。

## 概要
- 消防本部：和歌山県東牟婁郡串本町サンゴ台1256-1
- 管内面積：430.30km2
- 職員定数：65人
- 消防署2カ所、分駐所1カ所
- 主力機械（2023年4月1日現在）
  - 普通消防ポンプ自動車：3
  - 水槽付消防ポンプ自動車：1
  - 救急自動車：4
  - 指令車：1
  - 救助工作車：2
  - 可動式ポンプ車：4
  - 積載車：4
  - 広報車：2
  - 査察車：2

## 消防署
| 消防署     | 住所                     | 分駐所                        |
| ---------- | ------------------------ | ----------------------------- |
| 串本消防署 | 東牟婁郡串本町串本1735-9 | なし                          |
| 古座消防署 | 東牟婁郡串本町古座1035   | 七川：東牟婁郡古座川町佐田627 |

なお、公共機関の高台移転が進められており、国道42号沿いの古座消防署は2025年6月までに高台に庁舎を建設して2026年4月に移転する予定である。